# Ким Джейкъбс
Ким Джейкъбс (на английски: Kim Jacobs) е американска писателка на бестселъри в жанра съвременен и паранормален любовен роман, романтичен трилър и фентъзи. Пише под псевдонима Мади Джеймс (на английски: Maddie James), а еротична литература под псевдонимите Миа Джей (Mia Jae) и Бела Мастърс (на английски: Bella Masters). Писала е и като Ким Уолън (Kim Whalen) преди развода си.

## Биография и творчество
Ким Джейкъбс е родена през 1956 г. в Охайо, САЩ. Израства в Кентъки. Живее в Морхеад и Лексингтън.
Получава през 1979 г. бакалавърска степен по педагогика от Държавния университет Морхеад, и през 1982 г. магистърска степен по педагогика със специалност образование в ранна детска възраст от Университета на Кентъки. Работи като учител в продължение на почти 17 години и като програмен координатор по образователни програми в системата от държавни училища в област Уудфорд още 4 години. През 2000 г. се включва образователни програми на организации с нестопанска цел с използване на частни и федерални източници на финансиране и е директор до 2014 г. на Националния център на фамилно образование към Американските индиански училища в Луисвил. От 2010 г. е основател и управител на бутиковата издателска къща „Turquoise Morning Pres“, с която публикува книги и електронни издания от романтичния жанр и научно-популярната литература. С фирмата „Calliope Designs“ прави графичен дизайн на произведенията.
В началото на 90-те започва да пише любовни романи. Първият ѝ роман „The Wild West“ е публикуван през 1997 г.
През 1999 г. е издаден романа ѝ „Любов в рая“ вече под псевдонима Мади Джеймс, който тя приема след развода си.
През 2009 г. е издаден първият ѝ еротичен роман „Lust, Lies and Tinsel Ties“ под псевдонима Миа Джей.
След основаването на собствената ѝ издателска къща сменя псевдонима, под който пише еротични романи в стил БДСМ, на Бела Мастърс, и преиздава част от произведенията си.
Член е на Асоциацията на писателите на любовни романи на Америка (RWA) и на местните и щатски писателски организации.
Ким Джейкъбс живее и работи в Луисвил.

## Произведения

### Като Ким Уолън

#### Самостоятелни романи
- The Wild West (1997)
- The Heartbreaker (1998)
- New in town (1998)
- Together (1998)
- Night Kiss (1999)
- Escape (1999)

### Като Мади Джеймс

#### Самостоятелни романи
- Crazy for You (1999) 
Любов в рая, изд.: „Компас“ Варна (2000), прев. Радостина Колева
- Falling for Grace (2000)
- A Perfect Escape (2008)
- The Heartbreaker (2010)
- Rawhide and Roses (2010)
- To Catch a Billionaire (2013)
- Body Heat (2013)

#### Серия „Легенда за потира на Черната брада“ (Legend of Blackbeard's Chalice)
1. The Curse (2007)
2. The Cult (2008)
3. Brazen (2014)
4. The Quest (2010)
5. Entranced (2014)

#### Серия „Легендарни жени“ (Ladies of Legend)
1. Finding Home (2008) – с Джанет Ийвс, Ян Скарбъроу и Магдалена Скот
2. Murder on the Mountain (2009)
3. Home for the Holidays (2010)
4. Bed, Breakfast and You (2011)
5. Star-Crossed: Return to Legend (2014)

#### Серия „Главен готвач“ (Matchmaking Chef)
1. Romancing the Scone (2010)
2. Better Than Chocolate (2010)
3. Hard Candy Kisses (2010)

#### Серия „Главен готвач 2“ (Matchmaking Chef II)
1. Dates Du Jour (2013)
2. Hot Crossed Buns (2013)
3. Mate To Order (2013)
4. Perfectly Matched (2013)
5. Side Dish (2013)

#### Новели
- Blue (2012)
- Broken (2012)
- Convincing Nora (2013)
- Red: A Seduction Tale (2013)
- Red: A Tale of Seduction (2013)

#### Сборници
- A Legendary Christmas (2008)
- Something Spooky This Way Comes (2010) – с Джанет Ийвс, Дженифър Джонсън и Тоня Кейпес
- A Magical Collection (2013) – с Джанет Ийвс и Магдалена Скот
- Heat Wave (2014) – с Мадисън Едуардс, Евелин Джулс, Маги Уелс и Уенди Зоудък
- Sweet, But Sexy Boxed Set (2014) – с Дженифър Андерсън, Ейми Денман, Джанет Ийвс, Дженифър Джонсън, Констанс Филипс, Ян Скарбъроу и Магдалена Скот

#### Документалистика
- Family Stories, Family Recipes (2011)

### Като Миа Джей

#### Самостоятелни романи
- Lust, Lies and Tinsel Ties (2009)
- Chance Encounters (2010)
- Passionate Exhibitions (2012) – с Ким Нокс и Маги Уелс

#### Серия „Ергенско парти 101“ (Bachelorette Party 101)
преиздадени през 2014 г. под други имена и псевдовим
1. I Betcha (2011)
2. I Don't (2011)
3. I Want (2011)

#### Участие в общи серии с други писатели

##### Серия „Червени жартиери, сняг, и имел“ (Red Garters, Snow, and Mistletoe)
- Nice and Naughty (2008) – с Мелинда Барън и Деми Алекс

от серията има още 5 романа от различни автори

##### Серия „Белезници и дантели“ (Handcuffs and Lace)
13. Cuffed, Again (2010)
от серията има още 35+ романа от различни автори

### Като Бела Мастърс
романите ѝ издадени под псевдонима Миа Джей са преиздадени през 2013-2014 г. под псевдонима Бела Мастърс, някои под други заглавия

#### Самостоятелни романи
- Sweet Temptation (2013)
- A Ménage Christmas (2013)
- Double Trouble for the Wedding Planner (2014)

#### Серия „Династията от заседателната зала“ (The Boardroom Dynasty)
1. The Boardroom Dom (2014)
2. The Chairman’s Agenda (2015)
3. Executive Decision (2015)
4. Rules Of Order (2015/2016)

#### Серия „Дневници“ (Diaries)
1. Diaries (2014)